# Рясное (Золочевский район)
Рясно́е (укр. Рясне) — село, Писаревский сельский совет, Золочевский район, Харьковская область, Украина.
Код КОАТУУ — 6322685007. Население по переписи 2001 года составляет 643 (294/349 м/ж) человека.

## Географическое положение
Село Рясное находится на склонах яров Долгого, Бондарева и Пожарского на правом берегу реки Мерла, недалеко от её истоков; на реке несколько запруд; ниже по течению на расстоянии в 3,5 км расположено село Писаревка.
К селу примыкают небольшие лесные массивы (дуб).

## История
- 1670 — «черкасы, подданные г. Кондратьева, поселены в Рясном на жалованной земле.»[8]
- В 1869 году в Рясном были[9] православная церковь, две ветряные мельницы, урочище Пожарский лес.[7]
- В конце 19 века богодуховский предводитель дворянства граф Николай Владимирович Клейнмихель (1877—1918) для ведения сельского хозяйства, в частности, для выращивания сахарной свеклы для своего сахзавода, выкупил земли вокруг Рясного и соседних Лемещино, Субботино, Петровки, Барановки и Александровки.[10] В сёлах были назначенные графом управляющие, которые отчитывались о состоянии хозяйства.[10]
- В 1940 году, перед ВОВ, в Рясном были 127 дворов, три пруда, православная церковь, две ветряные мельницы, совхоз «Тарасовский».[2]
- При СССР в селе были организованы и работали колхоз имени Ильича, центральная усадьба которого находилась здесь, названный в честь Ленина; автоматическая телефонная станция, почтовое отделение связи, школа.[11]

## Экономика
- Молочно-товарная ферма, машинно-тракторные мастерские.
- КСП им. Ильича.
- Частное сельскохозяйственное предприятие «Патриот».
- СПК «Ряснянское».

## Объекты социальной сферы
- Школа.
- Библиотека.
- Ряснянский фельдшерско-акушерский пункт.

## Культура
- Ряснянский клуб[12].

## Известные люди
- Онуфриенко Юрий Иванович — летчик-космонавт Российской Федерации, родился в селе Рясное.